# Morvina
Morvina is een geslacht van vlinders van de familie dikkopjes (Hesperiidae), uit de onderfamilie Pyrginae.

## Soorten
- M. falisca (Hewitson, 1876)
- M. fissimacula (Mabille, 1878)
- M. morvus (Plötz, 1884)